# Gino Montefinale

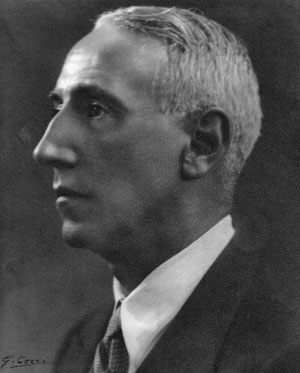
Gino Montefinale

Gino Montefinale (Portovenere, 9 giugno 1881 – Genova, 21 dicembre 1974) è stato un ammiraglio, scrittore e giornalista italiano.

## Biografia
Nacque a Portovenere il 9 giugno 1881 da antica ed illustre famiglia del luogo: il padre ed il nonno furono medici del borgo. Perse il padre all'età di 13 anni, frequentò la scuola elementare di Portovenere, proseguendo gli studi presso l’istituto Da Passano alla Spezia seguendo la sezione fisico-matematica fino al diploma. Frequenta l’Accademia Navale di Livorno, dove si distingue per le sue straordinarie capacità marinare, tecniche e scientifiche che lo hanno portato alla conquista della fama, soprattutto per la sua attiva collaborazione con lo scienziato Guglielmo Marconi. Uscito dall'Accademia nel 1901 col grado di Guardiamarina, entrando poi a fare parte del Corpo di Stato Maggiore. La sua prima pubblicazione è del 1905 “Radiotelegrafia per i naviganti”. Nel 1912, destinato a Mogadiscio, impianta le stazioni di Materdei Wen ed Iscia Bandoa in Eritrea e poi quella di Assab. Nel 1916 a Brindisi applica la radiotelegrafia agli idrovolanti e nello stesso anno impianta una stazione ricevente ad Asmara. Nel 1920 viene chiamato a dirigere l’Officina Radiotelegrafica alla Spezia. Nel 1924 progetta e costruisce apparecchi radio trasmettitori a onde corte, installando, con brillanti risultati, alcuni esemplari sulla Regia Nave San Giorgio. Continua con passione gli esperimenti sulle onde corte a Roma. Nel 1925 scrive “Le valvole Ioniche” e nel 1927 fa parte della delegazione italiana alla Conferenza di Washington; successivamente, nel 1933, sarà a quella di Madrid.

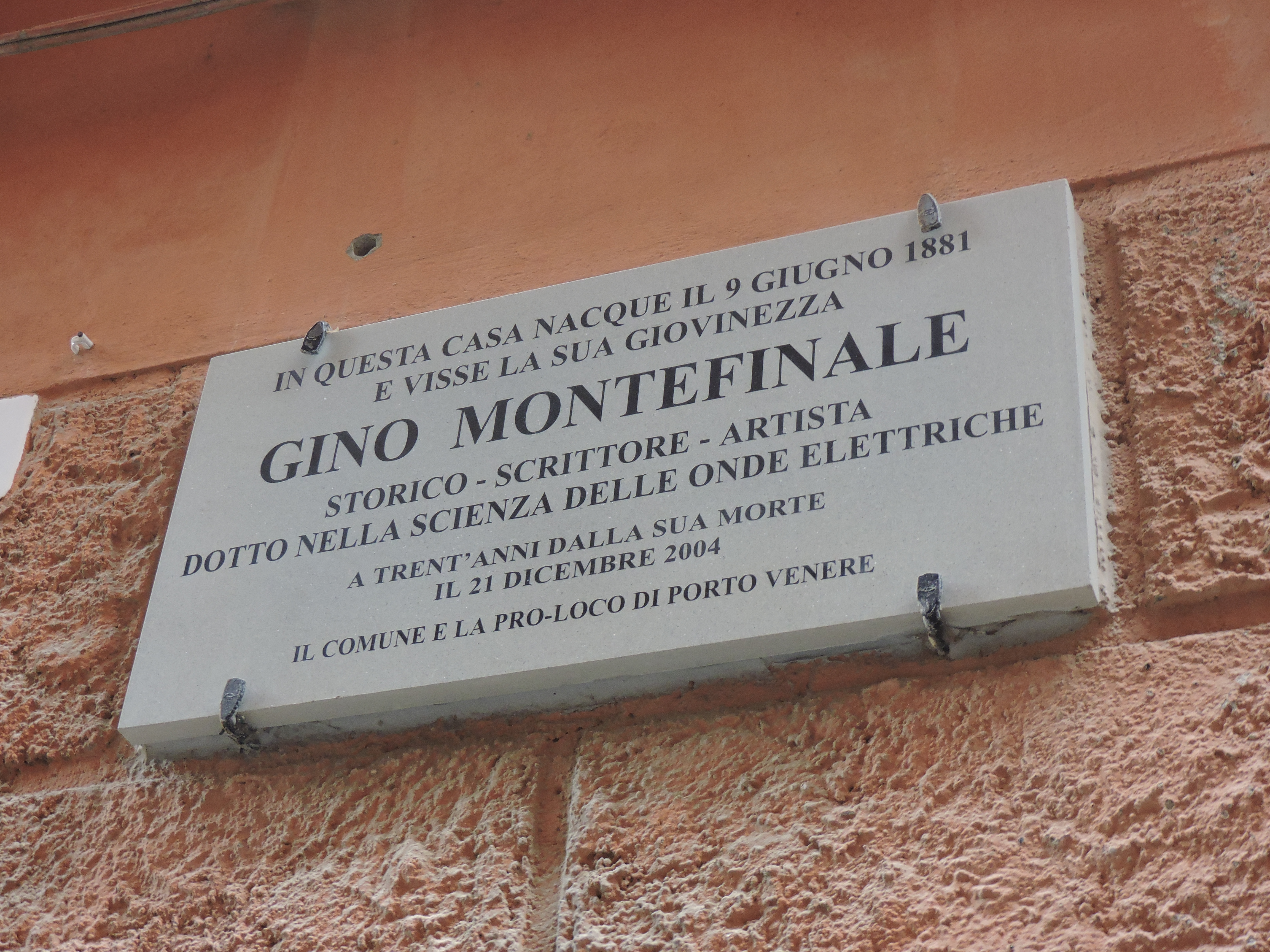
Targa in memoria di Montefinale a Porto Venere

## Riconoscimenti
Nel 1963 l’ingegner Montefinale ricevette “la Fronda d’Oro” con la seguente motivazione: “Tecnico di grande valore, collaboratore di G. Marconi nelle storiche esperienze dell’Elettra, ha dato agli studi della radiotelegrafia  efficacia di volgarizzazione, contribuendo così, specialmente per la conoscenza e l’uso del radar, alla preparazione dei giovani aspiranti alla carriera del mare e dell’aviazione”.. Una targa à stata apposta sulla sua casa natale.